# Gyrochus nigripennis
Gyrochus nigripennis är en stekelart som beskrevs av Günther Enderlein 1920. Gyrochus nigripennis ingår i släktet Gyrochus och familjen bracksteklar. Inga underarter finns listade i Catalogue of Life.